# Groupe électrogène
Ne doit pas être confondu avec Générateur électrique.
 (avril 2025).
Si vous disposez d'ouvrages ou d'articles de référence ou si vous connaissez des sites web de qualité traitant du thème abordé ici, merci de compléter l'article en donnant les références utiles à sa vérifiabilité et en les liant à la section « Notes et références ».
Un groupe électrogène est un dispositif autonome capable de produire de l'électricité.
La plupart des groupes sont constitués d'un moteur thermique qui actionne un alternateur. Leur taille et leur poids peuvent varier de quelques kilogrammes à plusieurs dizaines de tonnes. La puissance d'un groupe électrogène s'exprime en VA (voltampère), kVA (kilovoltampère) ou MVA (mégavoltampère) selon la puissance. Les unités les plus puissantes sont mues par des turbines à gaz ou de gros moteurs Diesel.

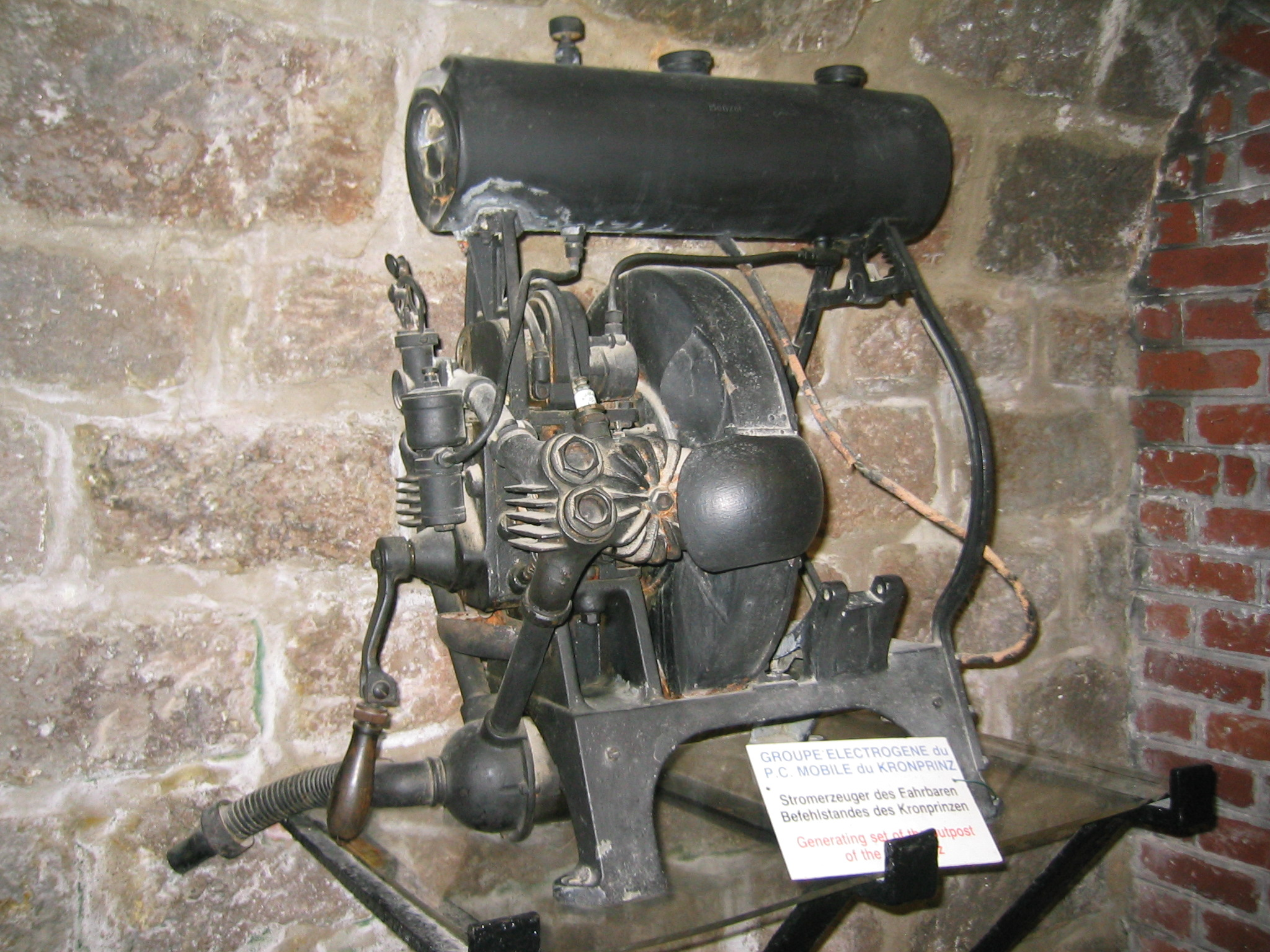
Groupe électrogène mobile allemand de la Première Guerre mondiale.

## Utilisation

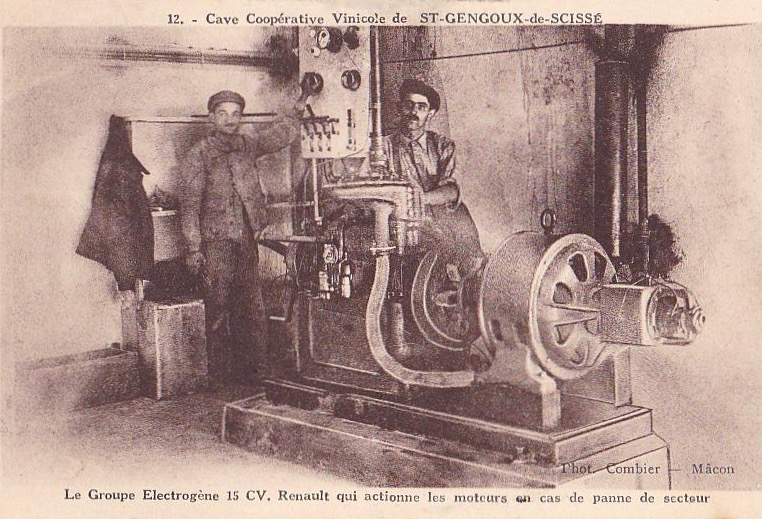
Groupe électrogène (15 cv Renault), cave coopérative vinicole Saint-Gengoux-de-Cissé.

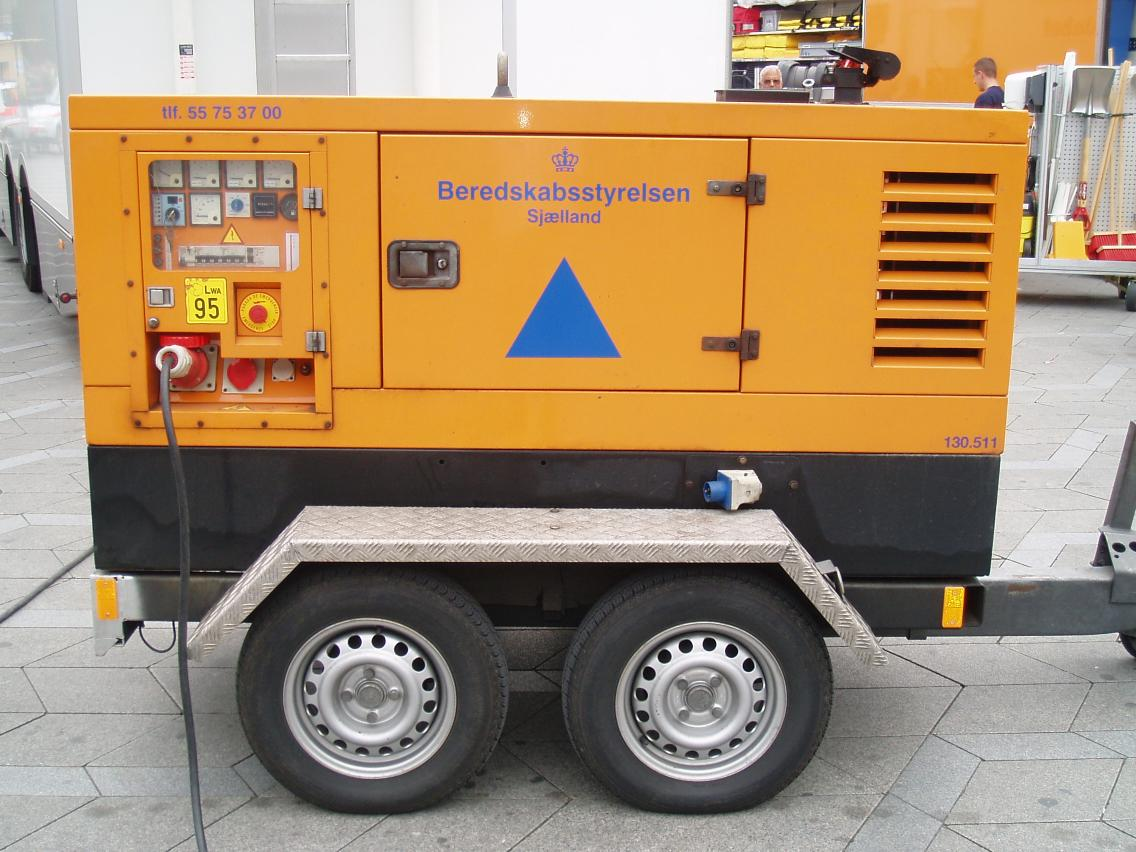
Groupe électrogène mobile de 40 kVA de l'Agence danoise de gestion des urgences (Beredskabsstyrelsen) de marque Himoinsa.

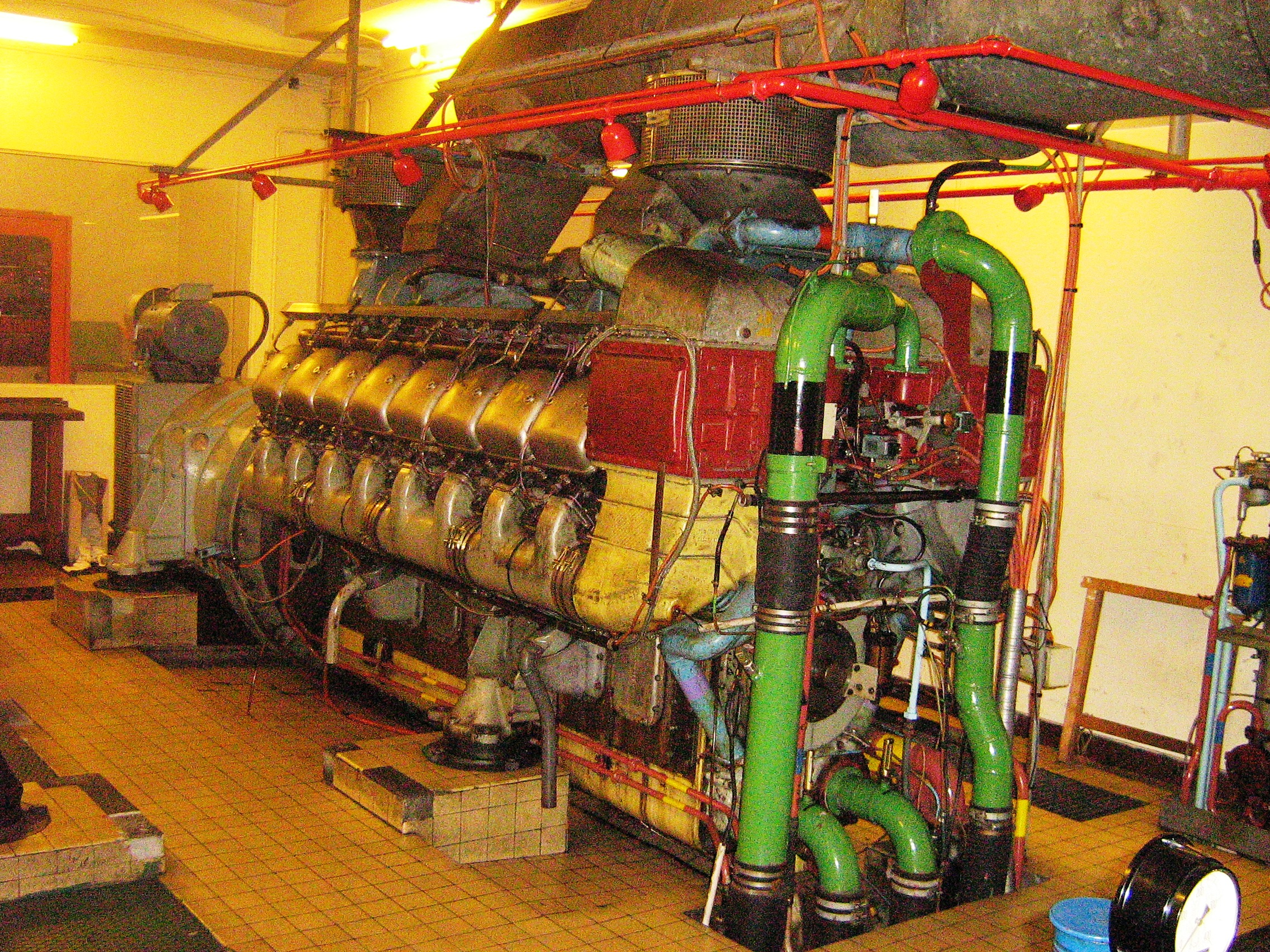
Groupe électrogène de 1.5 MW type V16 SEMT Pielstick.

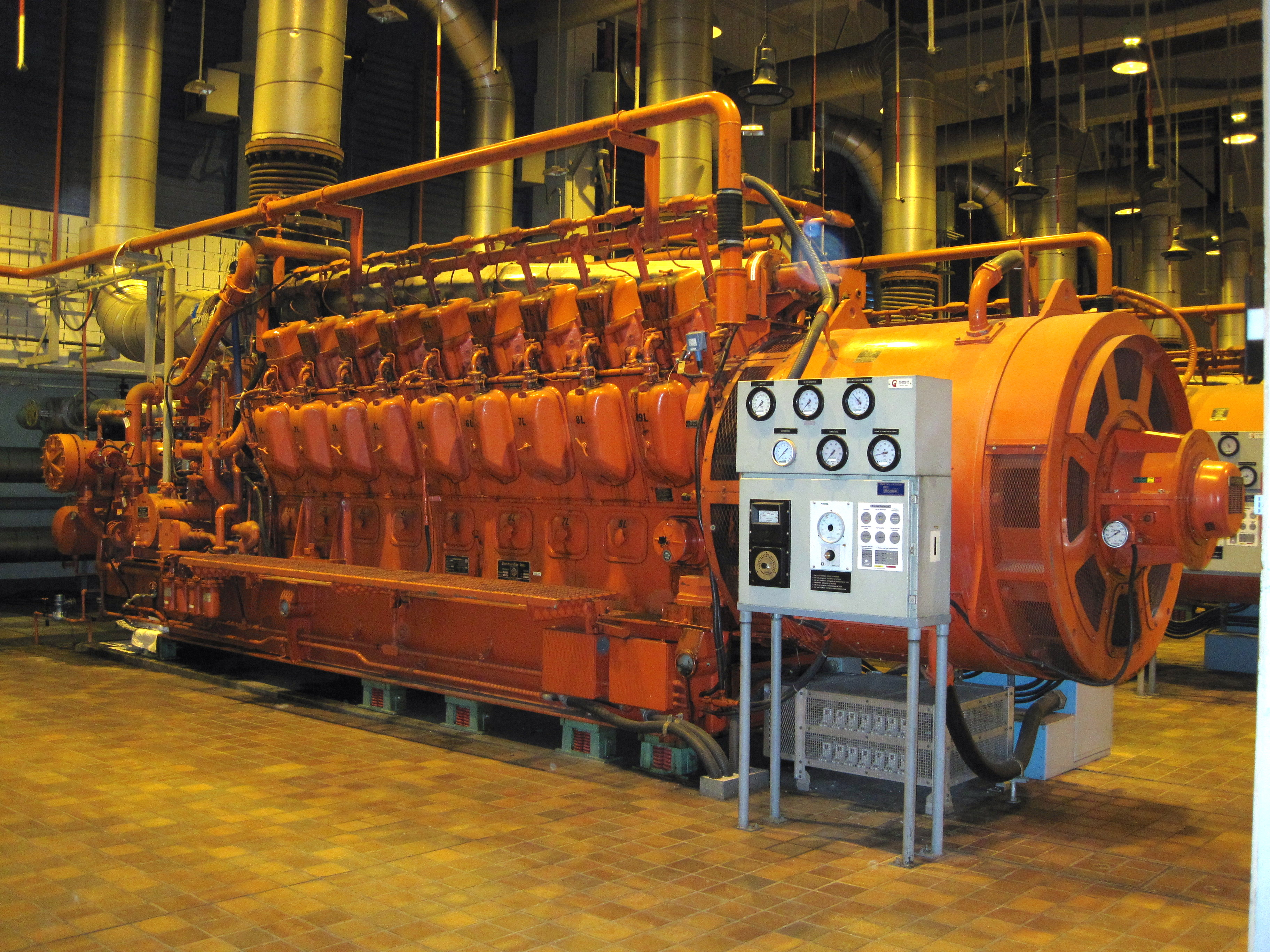
Groupe électrogène de 2.5 MW type Diesel V18 assurant l'alimentation en électricité de l'usine d'épuration des eaux usées de la ville de Montréal au Québec.

Les groupes électrogènes sont utilisés soit dans les zones que le réseau de distribution électrique ne dessert pas en tant que système d'alimentation autonome, soit pour pallier une éventuelle coupure d'alimentation électrique de celui-ci. Dans le deuxième cas, ils sont alors souvent utilisés en complément d'une alimentation sans interruption constituée d'une batterie d'accumulateurs qui alimente un onduleur. Ces dispositifs sont généralement utilisés dans des situations où l'interruption de l'alimentation électrique entraîne des conséquences graves ou des pertes financières, par exemple dans les hôpitaux, l'industrie y compris l'industrie agroalimentaire, les aéroports, les centres informatiques, dans l'industrie nucléaire, les pompiers pour les interventions, etc.

## Fonctionnement
Ils fonctionnent à partir de tous les carburants. Les plus fréquents sont l'essence, le gazole, le gaz naturel, le GPL, les biocarburants et pour les plus puissants le fioul lourd.
Le groupe peut être mis en fonctionnement de différentes manières : manuellement, électriquement ou grâce à l'air comprimé, selon la puissance.

### Rendement
Le rendement des groupes électrogènes croît avec leur puissance, mais reste limité au maximum que permet le cycle de Carnot, duquel doivent être soustraites les pertes mécaniques et électriques dans l'alternateur et la transmission. En particulier, les groupes de puissance modérée se caractérisent par un médiocre rendement et une consommation élevée.
Par exemple, pour un produit commercial qui délivre 5 500 W, mû par un moteur à essence de 9,55 kW qui consomme environ 2,5 L de carburant à l'heure lorsqu'il est utilisé à 2⁄3 de sa puissance nominale (soit 3 600 W) : compte tenu des pertes thermiques inévitables dans les moteurs à combustion interne, il en résulte un rendement n'excédant pas 40 % (sources fiches constructeurs) du pouvoir calorifique du carburant.[réf. nécessaire]

### Régulation
Un groupe électrogène moderne est équipé de deux régulations. La tension de sortie est stabilisée (par exemple : 230 V) par un dispositif électronique qui agit sur l'alternateur. La vitesse de rotation du moteur et donc de l'alternateur doit aussi rester constante afin de garantir constantes la fréquence et la tension de sortie (50 Hz en Europe). Cette régulation se fait grâce à un dispositif centrifuge analogue au régulateur à boules de James Watt qui commande directement le carburateur ou la pompe d'injection. Un dispositif à induction fondé sur les courants de Foucault tel que celui qui équipe les anciens indicateurs de vitesse des automobiles ou un système électronique peuvent encore remplir cette fonction.

### Technologie
Depuis une dizaine d'années[Quand ?], il existe un type de groupe électrogène (dit inverter) qui fonctionne de manière particulière ; alors que les groupes électrogènes classiques utilisent directement les sorties d'un alternateur monophasé ou triphasé synchrone pour produire de l'énergie, cette technologie utilise un onduleur alimenté par un alternateur triphasé à excitation variable commandée par un régulateur électronique. Ce régulateur est programmé pour produire l'excitation nécessaire afin de délivrer la puissance requise pour alimenter l'onduleur. Le courant triphasé produit est redressé en courant continu puis transformé en courant alternatif par l'onduleur. Cette technique présente plusieurs avantages par rapport aux générateurs classiques :
- la fréquence et la tension du courant de sortie du groupe ne sont plus dépendantes du régime du moteur, ce qui lui permet de tourner à régime ralenti, si la puissance demandée est faible, ce qui réduit la consommation de carburant et le bruit ;
- si nécessaire, une batterie tampon fournit la puissance requise en cas d'augmentation brutale de la demande en électricité[a] ;
- la fréquence et la tension de sortie sont beaucoup plus précises (ajustée des milliers de fois par seconde par le microprocesseur, dans le cas d'une régulation numérique, de l'ordre de la seconde pour une régulation mécanique simple) ;
- diminution drastique du bruit d'opération, surtout lorsque la demande est faible ;
- fonctionnement sécuritaire pour les appareils électriques sensibles, tels que les ordinateurs, mais surtout les appareils médicaux et les instruments de précision ;
- sécurité temporaire en cas de problème mécanique du moteur laissant le temps de trouver une autre solution.

### Groupe électrogène temps zéro (GTZ)
Pour les articles homonymes, voir GTZ.
Les groupes électrogènes dits « temps zéro » (GTZ) ou groupes no-break, à la différence des groupes électrogènes classiques, comportent un alternateur branché sur le réseau électrique et en rotation permanente. Quand la tension est nominale, celui-ci alimente la charge alors que le moteur thermique (Diesel) est à l'arrêt. En cas de creux de tension d'alimentation ou de coupure brève, le GTZ dispose d'une réserve d'énergie (batterie électrochimique ou accumulateur cinétique), qui permet de continuer à maintenir la rotation de l'alternateur (et donc de continuer à alimenter la charge). En cas de coupure plus longue, le moteur Diesel est démarré à vide (car l'alternateur est déjà en rotation) et, lorsqu'il atteint la vitesse nominale, un embrayage à roue libre ou électromagnétique se ferme, assurant le couplage du moteur thermique à l'alternateur, ce qui permet la reprise de charge tandis qu'un contacteur isole l'alternateur du réseau. Le fonctionnement est alors celui d'un groupe électrogène classique, à la différence que la réserve d'énergie dont dispose le GTZ (cinétique ou électrochimique) permet d'assurer une meilleure qualité d'alimentation puisqu'elle vient en renfort du moteur thermique en cas d'impact de charge, limitant ainsi les variations de fréquence.
Les groupes temps zéro sont de deux types. Les plus anciens, dont la conception remonte aux années 1970 et 1980, utilisent un accumulateur cinétique horizontal sur un arbre commun au moteur Diesel et à l'alternateur. L’accumulateur cinétique est relié via un embrayage au Diesel. En cas de coupure électrique, l'accumulateur cinétique est couplé inductivement par impulsion à l'axe de rotation et entraîne ainsi mécaniquement l'alternateur, qu'il maintient à la bonne fréquence. Le transfert d’énergie est unidirectionnel et une diminution brutale de charge entraîne une accélération du Diesel. Ces systèmes n'offrent pas la possibilité d'utiliser des batteries comme réserve d'énergie et sont, du fait de l'autonomie limitée des accumulateurs cinétiques horizontaux, exposés à des démarrages Diesel « de précaution » à chaque défaut du secteur (creux de tension ou coupure) de quelques dizaines de millisecondes.
Les groupes temps zéro plus récents, dont la conception remonte à la fin des années 1990, sont appelés « GTZ hybrides ». Dans ce schéma, c'est l'alternateur qui est couplé via un embrayage roue-libre au Diesel. La réserve d'énergie, qui peut être soit une batterie électrochimique, soit un accumulateur cinétique vertical, est en armoire. Elle maintient électriquement l'alternateur en rotation (et donc l'alimentation de la charge) en cas de coupure. L'accumulateur cinétique vertical assure une autonomie suffisante pour ne pas avoir à lancer le Diesel si le défaut ne dure que quelques secondes, ce qui élimine les démarrages dus à des défauts transitoires et limite ainsi fortement la pollution due au Diesel. Dans le cas de la batterie, le démarrage du Diesel peut être temporisé plusieurs minutes. Dans le cas des GTZ hybrides à accumulateur cinétique, le flux d’énergie est bidirectionnel : l’accumulateur d’énergie vient en assistance au Diesel et lisse les impacts de charge, la fréquence reste constante même en cas de baisse de charge brutale.

## Pollution, santé et sécurité
Les groupes électrogènes produisent du dioxyde de carbone, un gaz asphyxiant, ainsi que du monoxyde de carbone, extrêmement toxique et de plus quasi indétectable. Même en bon état et placés dans une pièce aérée comme un garage, mais attenante à une partie de logement occupée, ils peuvent être la cause d'intoxications mortelles.
Les groupes électrogènes fonctionnant avec un moteur Diesel produisent aussi des particules qui sont nocives pour les voies respiratoires.
Le fonctionnement d'un groupe électrogène peut poser des problèmes sur la qualité de l'eau et de l'air, ainsi que des nuisances sonores, donc dégrader les conditions de vie à son alentour.